# Xã Noble, Quận Richland, Illinois
Xã Noble (tiếng Anh: Noble Township) là một xã thuộc quận Richland, tiểu bang Illinois, Hoa Kỳ. Năm 2010, dân số của xã này là 1.430 người.